# Anophthalmus
Anophthalmus là một chi bọ cánh cứng đặc hữu của châu Âu.

## Hình ảnh

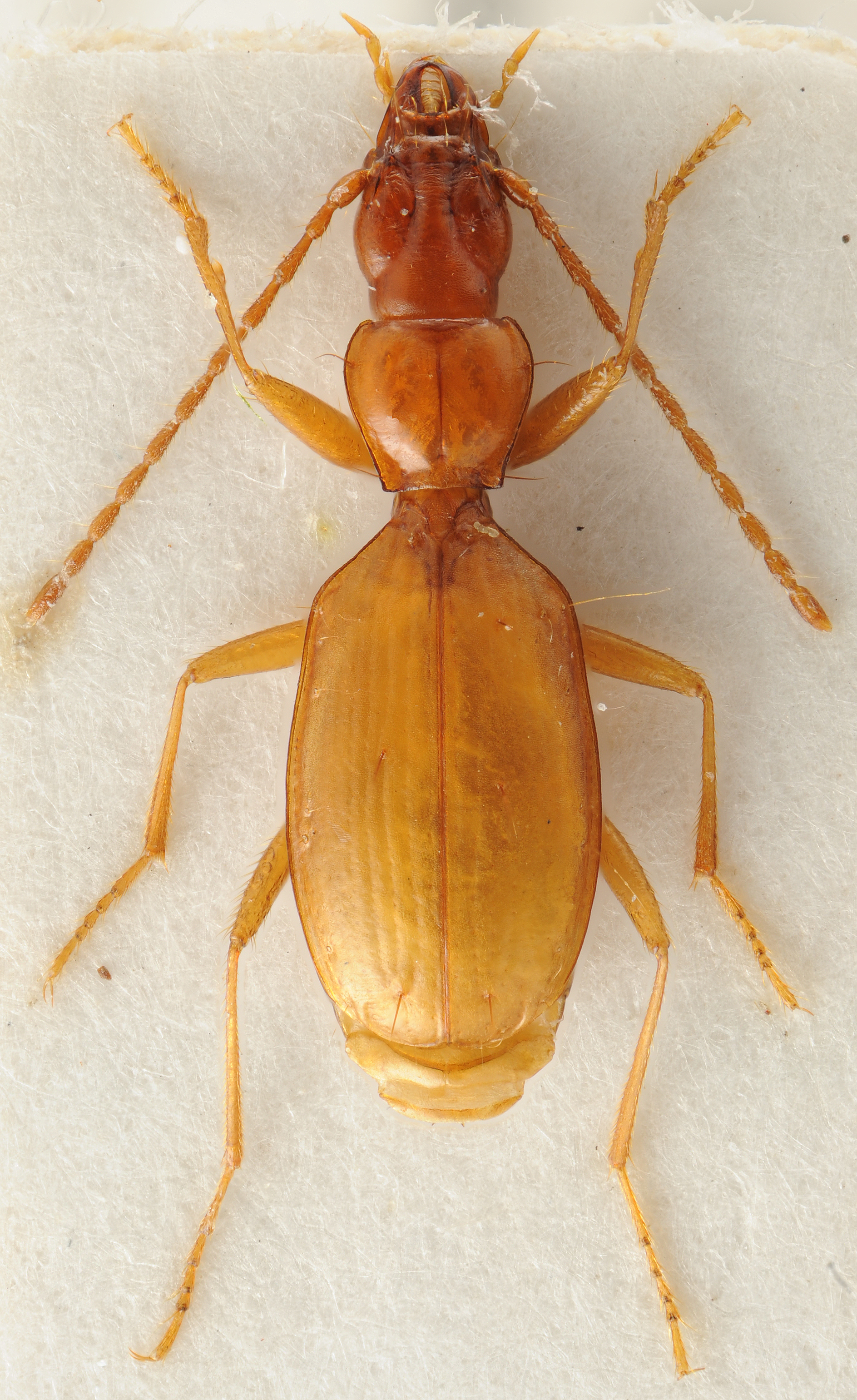

## Các loài
Chi này có các loài sau:
- Anophthalmus ajdovskanus
- Anophthalmus alphonsi
- Anophthalmus amplus
- Anophthalmus baratellii
- Anophthalmus bernhaueri
- Anophthalmus besnicensis
- Anophthalmus bohiniensis
- Anophthalmus bojani
- Anophthalmus bukoveci
- Anophthalmus capillatus
- Anophthalmus daffneri
- Anophthalmus driolii
- Anophthalmus egonis
- Anophthalmus erebus
- Anophthalmus fabbrii
- Anophthalmus fallaciosus
- Anophthalmus gabriellae
- Anophthalmus gobanzi
- Anophthalmus gridellii
- Anophthalmus haraldianus
- Anophthalmus hauckei
- Anophthalmus heteromorphus
- Anophthalmus hirtus
- Anophthalmus hitleri
- Anophthalmus jalzici
- Anophthalmus kahleni
- Anophthalmus kaufmanni
- Anophthalmus kerteczi
- Anophthalmus kofleri
- Anophthalmus leander
- Anophthalmus maderi
- Anophthalmus manhartensis
- Anophthalmus mayeri
- Anophthalmus meggiolaroi
- Anophthalmus micklitzi
- Anophthalmus nivalis
- Anophthalmus paciuchensis
- Anophthalmus pretneri
- Anophthalmus ravasinii
- Anophthalmus sanctaeluciae
- Anophthalmus schatzmayri
- Anophthalmus schaumi
- Anophthalmus schmidti
- Anophthalmus scopolii
- Anophthalmus seppenhoferi
- Anophthalmus severi
- Anophthalmus spectabilis
- Anophthalmus tolminensis
- Anophthalmus winklerianus